# 2008 en Europe
Chronologie de l’Europe
- 2004
- 2005
- 2006
- 2007
- 2008
- 2009
- 2010
- 2011
- 2012

Les évènements par pays sont traités dans 2008 par pays en Europe
2006 par pays en Europe - 2007 par pays en Europe - 2008 par pays en Europe - 2009 par pays en Europe - 2010 par pays en Europe

## Politique

### Gouvernements
17 février : Independence du Kosovo

## Culture

### Art populaire
- 3 mars : La ville de Lyon (France), célèbre le bicentenaire de la marionnette Guignol. Elle a été créée approximativement en 1808 par Laurent Mourguet un ancien canut analphabète et anarchiste, devenu arracheur de dents.

### Cinéma
Mai 2008, Bienvenue chez les Ch'tis établit un record historique pour un film français : 20 435 557 spectateurs.

### Musique
"Enfant de la ville" par Grand Corps Malade

## Droits de l'Homme
- 5 mars : L'ancien président tchèque, Václav Havel, appelle à la création d'une « union internationale de dissidents » qui aurait pour rôle de veiller au respect des droits de l'homme.

## Économie
- 4 mars : Le président de la Commission européenne, José Manuel Barroso estime que « La force de l'euro est un signe de confiance dans l'économie européenne [...] Si l'économie européenne n'affichait pas d'aussi bonnes performances, l'euro ne serait pas à ce niveau ».
- Automne : crise des subprimes, krach boursier comparable à la crise de 1929. Le secteur de l'immobilier s'effondre, entrainant l'économie mondiale avec lui.

## Entreprises
- 1er mars : après une bataille de plusieurs mois, les brasseurs Carlsberg (marques Carlsberg, Tuborg, Hoslten…) et Heineken (marques Heineken, Amstel…) ont annoncé le rachat de « Scottish & Newcastle » (marques Kronenbourg, Baltika, Grimbergen…) pour 10,4 milliards d'euros.
- 9 mars : dans une interview au Journal du dimanche, le président de Renault, Carlos Ghosn affirme vouloir commercialiser une voiture fonctionnant à l'électricité, « 100 % propre », au plus tard en 2012 et confirme ses ambitions de développer « une offre massive » de véhicules électriques sur le marché mondial. Pour la seule Europe occidentale, il évalue le potentiel du marché entre 1,5 et 2 millions par an. Un premier modèle Nissan sera vendu en Californie dès 2010 et en Israël en 2011.
- 24 mars : sept à dix mille employés sur quatorze mille de Dacia, la filiale de Renault qui construit la Logan, entament une grève dure illimitée pour obtenir une augmentation de salaire de 64 %, sur le site de Pitești à une centaine de kilomètres de Bucarest (Roumanie). La direction propose une augmentation de 19 %, soulignant que les bénéfices dégagés depuis deux ans (300 millions d'euros) ne compensent pas encore les pertes du passé. En 2007, l'usine a produit 230 000 véhicules dont la moitié est partie à l'exportation.

## Environnement
- 1er mars : La tempête Emma, qui balaie l'Europe du Nord et du centre, cause la mort de dix personnes et fait des dégâts importants.
- 8 mars : Un cargo chinois transportant 4 300 tonnes de bois tropicaux en provenance de la République démocratique du Congo a été intercepté au large de Ouistreham (Calvados) par des militants de l'organisation Greenpeace et badigeonné de slogans pour dénoncer le pillage des forêts tropicales. Selon Greenpeace, la France, qui s'est engagée à lutter contre le commerce illégal du bois et à développer des mécanismes de financement innovant pour éviter la déforestation, reste le premier importateur de bois en provenance de la RDC dont une part très importante provient de zones d'exploitation sauvage. Elle demande à la France de faire de l'adoption d'une loi « rendant impossible l'importation de bois issu du pillage des forêts tropicales une des priorités de sa [prochaine] présidence de l'Union européenne ».
- 24 mars : Le président de Nestlé, Peter Brabeck, se dit inquiet des positions américaines et européennes en faveur des biocarburants, alors que l'Energy Bill prévoit que les États-Unis devront produire 140 millions de m3 de bioéthanol en 2022 et que la commission européenne a opté pour une augmentation du taux de bioéthanol dans l'essence et le gazole, passant de 5,75 % aujourd'hui à 7 % en 2010 et à 10 % en 2015, puis 20 % à terme : « Si l'on veut produire 20 % du besoin croissant en produits pétroliers avec des biocarburants, comme cela est prévu, il n'y aura plus rien à manger ».

## Espace
- 9 mars : Lancement réussi du cargo spatial automatique européen, le vaisseau Jules-Verne du 20 tonnes. Il a été porté par la nouvelle version ES de la fusée Ariane 5. Il devrait s'arrimer automatiquement à la Station spatiale internationale le 3 avril prochain. Dans son premier chargement on trouve 9,5 tonnes d'eau, de la nourriture, des vêtements, du carburant et du matériel scientifique. Son coût de conception et de construction est de 1,4 milliard d'euros. D'ici 2015, quatre autres cargo seront lancés, soit en moyenne un tous les dix-huit mois.

## Sport
29 juin : Espagne championne d'Europe après avoir battu l'Allemagne 1-0

## Transports
- 30 mars : Ouverture complète du trafic aérien entre l'Union européenne et les États-Unis. Toutes les compagnies aériennes européennes et américaines pourront désormais proposer des vols directs vers ou en provenance des États-Unis au départ de tous les aéroports européens et américains et non plus uniquement à partir de leur aéroport d'origine. Cette ouverture devrait faire passer le nombre de passagers de ces liaisons de 50 millions en 2007 à 75 millions en 2012 selon Jacques Barrot, le commissaire européen aux transports.